# The Boyz
The Boyz (cách điệu: THE BOYZ, Hangul: 더보이즈) hay còn được biết đến với tên gọi Cre.kerz là một nhóm nhạc nam thần tượng Hàn Quốc được thành lập và quản lý bởi IST Entertainment vào ngày 6 tháng 12 năm 2017. Nhóm có 11 thành viên bao gồm: Sangyeon, Jacob, Younghoon, Hyunjae, Juyeon, Kevin, New, Q, Ju Haknyeon, Sunwoo, Eric. Đội hình ban đầu gồm 12 thành viên, nhưng vào tháng 10 năm 2019 Hwall rời nhóm vì lý do sức khỏe.

## Lịch sử hoạt động

### Trước khi ra mắt
Vào năm 2016 và đầu năm 2017, từng thành viên đã tham gia trong video âm nhạc của nhiều nghệ sĩ khác nhau với vai trò khách mời hay diễn viên chính. Kevin lần đầu tiên được giới thiệu với công chúng như một thí sinh trong chương trình K-pop Star 6 nhưng đã sớm bị loại. Thành viên Sunwoo cũng bị loại trong High School Rapper vào tháng 1 năm 2017. Tháng 3 năm 2017, Joo Haknyeon tham gia chương trình Produce 101 mùa 2 và đứng vị trí thứ 19 trong tập cuối.
Ngày 4 tháng 7 năm 2017, nhóm được giới thiệu với tên gọi Cre.ker thông qua các phương tiện truyền thông chính thức của công ty. Vào ngày 18 tháng 7, tên chính thức của nhóm đã được tiết lộ. Từ ngày 23 tháng 8 đến ngày 11 tháng 10, chương trình truyền hình thực tế đầu tiên của nhóm, Flower Snack lên sóng và ca khúc "I'm Your Boy" được phát hành. Họ tổ chức buổi fanmeeting đầu tiên "Heart to Heart" với 1000 người hâm mộ vào ngày 28 tháng 10.
Vào tháng 11, mười hai thành viên đã ký hợp đồng làm người mẫu độc quyền cho thương hiệu đồng phục học sinh Skoolooks và thương hiệu mỹ phẩm Siero Cosmetic.
Ngày 4 tháng 12, Cre.ker Entertainment xác nhận nhóm đã ký hợp đồng với Sony Music cho hoạt động quảng bá tại Nhật Bản.

### 2017: Ra mắt vớiThe First
Ngày 6 tháng 12 năm 2017, The Boyz ra mắt với việc phát hành đĩa mở rộng The First và đĩa đơn "Boy".

### 2018: Quay trở lại với 2nd mini albumThe Start
Ngày 3 tháng 4 năm 2018, The Boyz trở lại cùng mini album thứ 2 mang tên The Start. Tuy nhiên, thành viên Hwall vì lý do sức khỏe nên không thể tham gia hoạt động quảng bá.
Ngày 12 tháng 7 năm 2018, The Boyz cho ra mắt special single "KeePer" do Park Kyung (BLOCK B) sản xuất, single được phát hành dưới dạng digital.
Ngày 5 tháng 9 năm 2018, The Boyz đánh dấu sự trở lại với đầy đủ 12 thành viên cùng single album The Sphere với bài chủ đề Right Here.
Ngày 29 tháng 11 năm 2018 là đợt cuối cùng trong năm của The Boyz. Nhóm ra mắt mini album thứ 3 The Only

### 2019: Bloom Bloom mang về chiếc cup đầu tiên
Ngày 29 tháng 4 năm 2019, The Boyz trở lại với Single Album thứ 2 Bloom Bloom và sự trở lại này của The Boyz mang về chiếc cup đầu tiên cho nhóm trên sân khấu "The Show!" vào ngày 7 tháng 5 năm 2019.
Ngày 19 tháng 8 năm 2019, The Boyz trở lại với 4th mini album "DREAMLIKE".
Ngày 6 tháng 11 năm 2019, The Boyz debut tại Nhật với ca khúc chủ đề là "Tattoo" và đạt được thứ hạng cao trên các bảng xếp hạng tại Nhật.
Ngày 6 tháng 12 năm 2019, The Boyz thực hiện special single "White" của tiền bối Fin.K.L.

### 2020: Comeback REVEAL
Ngày 10 tháng 2 năm 2020, The Boyz comeback với Full Album đầu tiên.

## Thành viên
| Nghệ danh     | Nghệ danh | Nghệ danh       | Tên khai sinh  | Tên khai sinh | Tên khai sinh | Tên khai sinh  | Ngày sinh         | Nơi sinh                    | Vị trí                             | Quốc tịch |
| Latinh        | Hangul    | Kana            | Latinh         | Hangul        | Hanja         | Hán Việt       | Ngày sinh         | Nơi sinh                    | Vị trí                             | Quốc tịch |
| Sangyeon      | 상연      | サンヨン        | Lee Sang-yeon  | 이상연        | 李上淵        | Lý Thượng Uyên | 4 tháng 11, 1996  | Hàn Quốc                    | Main vocalist, Leader              | Hàn Quốc  |
| Jacob         | 제이콥    | ジェイコブ      | Bae Joon-young | 배준영        | 裴俊英        | Bùi Tuấn Anh   | 30 tháng 5, 1997  | Toronto, Canada             | Lead vocalist                      | Hàn Quốc  |
| Younghoon     | 영훈      | ヨンフン        | Kim Young-hoon | 김영훈        | 金泳勛/       | Kim Vịnh Huân  | 8 tháng 8, 1997   | Incheon, Hàn Quốc           | Vocalist, Visual                   | Hàn Quốc  |
| Hyunjae       | 현재      | ヒョンジェ      | Lee Jae-hyun   | 이재현        | 李在賢        | Lý Tại Hiền    | 13 tháng 9, 1997  | Incheon, Hàn Quốc           | Lead vocalist, Lead dancer, Visual | Hàn Quốc  |
| Juyeon        | 주연      | ジュヨン        | Lee Ju-yeon    | 이주연        | 李柱延        | Lý Trụ Diên    | 15 tháng 1, 1998  | Gwangju, Gyeonggi, Hàn Quốc | Main dancer, Vocalist, Visual      | Hàn Quốc  |
| Kevin         | 케빈      | ケビン          | Moon Hyung-seo | 문형서        | 文炯書        | Văn Huỳnh Thư  | 23 tháng 2, 1998  | Jeonju, Hàn Quốc            | Main vocalist                      | Hàn Quốc  |
| New           | 뉴        | ニュー          | Choi Chan-hee  | 최찬희        | 崔澯熙        | Thôi Xán Hi    | 26 tháng 4, 1998  | Jeonju, Hàn Quốc            | Main vocalist                      | Hàn Quốc  |
| Q             | 큐        | キュー          | Ji Chang-min   | 지창민        | 池昌民        | Trì Xương Dân  | 5 tháng 11, 1998  | Cheongju, Hàn Quốc          | Main dancer                        | Hàn Quốc  |
| Juhaknyeon    | 주학년    | チュ ハンニョン | Joo Hak-nyeon  | 주학년        | 周鶴年        | Chu Hạc Niên   | 9 tháng 3, 1999   | Jeju, Hàn Quốc              | Lead dancer                        | Hàn Quốc  |
| Sunwoo        | 선우      | ソヌ            | Kim Sunwoo     | 김선우        | 金善旴        | Kim Thiện Húc  | 12 tháng 4, 2000  | Seoul, Hàn Quốc             | Main rapper                        | Hàn Quốc  |
| Eric          | 에릭      | エリック        | Son Young-jae  | 손영재        | 孫英宰        | Tôn Anh Tể     | 22 tháng 12, 2000 | Mokdong, Seoul, Hàn Quốc    | Lead rapper, Lead dancer, Maknae   | Hàn Quốc  |
| Thành viên cũ |           |                 |                |               |               |                |                   |                             |                                    |           |
| Hwall         | 활        | ファル          | Heo Hyun-joon  | 허현준        | 许玹埻        | Hứa Hiền Chuẩn | 9 tháng 3, 2000   | Busan, Hàn Quốc             | Lead rapper                        | Hàn Quốc  |

## Danh sách đĩa nhạc

### Mini-album
| Tiêu đề    | Chi tiết | Xếp hạng | Xếp hạng | Xếp hạng | Doanh số                     |
| Tiêu đề    | Chi tiết | KOR      | JPN      | TW Five  | Doanh số                     |
| The First  | - Ngày phát hành: 6 tháng 12 năm 2017 - Hãng đĩa: Cre.ker Entertainment, LOEN Entertainment - Định dạng: CD, kĩ thuật số tải Danh sách nhạc 1. Intro 2. Boy (소년) 3. Walkin' In Time (시간이 안 지나가) 4. Got It (있어) 5. I'm Your Boy 6. Boy (inst.) | 3        | 120      | —        | - KOR: 64,752+ - JPN: 2,392+ |
| The Start' | - Ngày phát hành: 3 tháng 4 năm 2018 - Hãng đĩa: Cre.ker Entertainment, LOEN Entertainment - Định dạng: CD, kĩ thuật số tải Danh sách nhạc 1. "Giddy Up" 2. Text Me Back 3. Just U 4. Back 2 U 5. Get It                                                 | 2        | 56       | —        | - KOR: 68,579+ - JPN: 2,586+ |
| The Only   | - Ngày phát hành: 29 tháng 11 năm 2018 - Hãng đĩa: Cre.ker Entertainment, LOEN Entertainment - Định dạng: CD, kĩ thuật số tải Danh sách nhạc 1. Breath to Breath 2. "No Air" 3. Only ONE 4. 자각몽 (Lucid Dream) 5. 36.5° (Melting Heart) 6. 4ever       | 3        | 39       | —        | - KOR: 127,521 - JPN: 4,755  |

### Đĩa đơn
| Tiêu đề      | Năm  | Xếp hạng | Album     |
| Tiêu đề      | Năm  | KOR      | Album     |
| "Boy (소년)" | 2017 | —        | The First |

## Videography

### Music videos
| Tên                                  | Năm  | Đạo diễn                                      | Ref.   |
| "I'm Your Boy"                       | 2017 | Choi Young-ji, Kim Mi-hye (Purple Straw Film) | [ 21 ] |
| "Boy" (소년)                         | 2017 | Naive Creative Production                     | [ 15 ] |
| "Boy" (Performance ver.)             | 2017 | Naive Creative Production                     | [ 15 ] |
| "Walkin' In Time" (시간이 안 지나가) | 2018 | Không biết                                    | —      |
| "Giddy Up"                           | 2018 | Naive Creative Production                     | [ 22 ] |
| "Keeper" (지킬게)                    | 2018 | Kim Ja-kyoung (Flexible Pictures)             | [ 23 ] |
| "Right Here"                         | 2018 | Kim Ja-kyoung (Flexible Pictures)             | [ 23 ] |
| "Right Here" (Performance ver.)      | 2018 | Kim Ja-kyoung (Flexible Pictures)             | [ 23 ] |
| "No Air"                             | 2018 | Yoo Sung-kyun (Sunny Visual)                  | [ 24 ] |
| "Bloom Bloom"                        | 2019 | Shin Hee-won                                  | [ 25 ] |
| "D.D.D"                              | 2019 | Zanybros                                      | [ 26 ] |
| "Tattoo"                             | 2019 | Không biết                                    | —      |
| "White" (화이트)                     | 2019 | Không biết                                    | —      |
| "Reveal"                             | 2020 | Jo Beom-jin (VM Project)                      | [ 27 ] |
|                                      |      |                                               |        |

## Chương trình truyền hình
| Năm  | Kênh    | Tên               | Thành viên  | Ghi chú                     |
| 2017 | Mnet    | Produce 101 mùa 2 | Ju Haknyeon | Thí sinh, bị loại ở hạng 19 |
| 2019 | SBS     | Inkigago          | Sunwoo      | MC đặc biệt ngày 21/4       |
| 2020 | SBS MTV | The Show          | Juyeon      | MC cố định                  |

## Phim truyền hình

### Truyền hình thực tế
- Flower Snack (2017, MBC Music, MBC every1, 1theK)
- Come On! THE BOYZ (2018, 1theK)
- THE 100 (2018, Naver V Live)
- Road To Kingdom (2020, Mnet)
- Kingdom (2021, Mnet)

## Âm nhạc

### Xuất hiện trong MV của nghệ sĩ khác
| Năm  | Tiêu đề              | Nghệ sĩ   | Thành viên                          |
| 2014 | Anxious              | MelodyDay | Hyunjae                             |
| 2016 | If You               | Ailee     | Sangyeon                            |
| 2016 | Whatta Man           | I.O.I     | Younghoon                           |
| 2016 | Color                | MelodyDay | Younghoon, Hyunjae, Hwall, Eric     |
| 2017 | You Seem Busy        | MelodyDay | Sangyeon, Hyunjae, Juyeon, Haknyeon |
| 2017 | DND (Do Not Disturb) | John Park | Younghoon                           |

## Giải thưởng và đề cử

### V Live Awards
| Năm  | Đề cử cho | Giải thưởng         | Kết quả   |
| 2018 | The Boyz  | Global Rookie Top 5 | Đoạt giải |

### Gaon Chart Music Awards
| Năm  | Đề cử cho | Giải thưởng                    | Kết quả      |
| 2018 | The First | New Artist of the Year (Album) | Chưa công bố |

### Korea Brand Awards
| Năm  | Đề cử cho | Giải thưởng                  | Kết quả   |
| 2018 | The Boyz  | Male Rookie Idol of The Year | Đoạt giải |

### Melon Music Awards
| Năm  | Đề cử cho | Giải thưởng          | Kết quả   |
| 2018 | The Boyz  | Best New Artist_Male | Đoạt giải |

### Gaon Chart Music Awards
| Năm  | Đề cử cho | Giải thưởng              | Kết quả   |
| 2019 | The Boyz  | World Rookie of the Year | Đoạt giải |

### TheFact Music Awards
| Năm  | Đề cử cho | Giải thưởng       | Kết quả   |
| 2019 | The Boyz  | Next Leader Award | Đoạt giải |

### ASIA ARTIST AWARDS
| Năm  | Đề cử cho | Giải thưởng          | Kết quả   |
| ---- | --------- | -------------------- | --------- |
| 2021 | The Boyz  | Asia Celebrity Award | Đoạt giải |
| 2021 | The Boyz  | Best Musician Award  | Đoạt giải |

## Chương trình âm nhạc

### The Show
| Năm  | Ngày       | Bài hát       | Điểm |
| ---- | ---------- | ------------- | ---- |
| 2019 | 7 tháng 5  | "Bloom Bloom" | 7032 |
| 2020 | 6 tháng 10 | "The Stealer" | 8370 |
| 2021 | 17 tháng 8 | "THRILL RIDE" | 9400 |
| 2021 | 9 tháng 11 | "MAVERICK"    | 8492 |

### Show Champion
| Năm  | Ngày        | Bài hát       | Điểm |
| ---- | ----------- | ------------- | ---- |
| 2020 | 30 tháng 9  | "The Stealer" | —    |
| 2021 | 18 tháng 8  | "THRILL RIDE" | 6888 |
| 2021 | 10 tháng 11 | "MAVERICK"    | 6377 |
| 2023 | 1 tháng 3   | "ROAR"        | 4839 |
| 2024 | 27 tháng 3  | "Nectar"      | 5025 |
| 2024 | 6 tháng 11  | "TRIGGER"     | 4878 |

### M Countdown
| Năm  | Ngày       | Bài hát       | Điểm |
| ---- | ---------- | ------------- | ---- |
| 2020 | 1 tháng 10 | "The Stealer" | —    |
| 2020 | 8 tháng 10 | "The Stealer" | 5432 |
| 2021 | 19 tháng 8 | "THRILL RIDE" | —    |

### Music Bank
| Năm  | Ngày        | Bài hát       | Điểm  |
| ---- | ----------- | ------------- | ----- |
| 2021 | 20 tháng 8  | "THRILL RIDE" | 7810  |
| 2021 | 12 tháng 11 | "MAVERICK"    | 5302  |
| 2022 | 26 tháng 8  | "WHISPER"     | 11097 |
| 2023 | 3 tháng 3   | "ROAR"        | 8514  |
| 2023 | 10 tháng 3  | "ROAR"        | 6013  |
| 2023 | 18 tháng 8  | "LIP GLOSS"   | 7306  |
| 2023 | 1 tháng 12  | "WATCH IT"    | 7511  |
| 2024 | 29 tháng 3  | "Nectar"      | 9747  |
| 2024 | 8 tháng 11  | "TRIGGER"     | 7275  |
| 2025 | 8 tháng 8   | "Stylish"     | 7536  |

### Show! Music Core
| Năm  | Ngày        | Bài hát       | Điểm |
| ---- | ----------- | ------------- | ---- |
| 2021 | 21 tháng 8  | "THRILL RIDE" | 7401 |
| 2021 | 13 tháng 11 | "MAVERICK"    | 7435 |
| 2022 | 27 tháng 8  | "WHISPER"     | 6197 |
| 2023 | 4 tháng 3   | "ROAR"        | 9401 |
| 2023 | 2 tháng 12  | "WATCH IT"    | 7129 |
| 2024 | 30 tháng 3  | "Nectar"      | 5962 |

### Inkigayo
| Năm  | Ngày        | Bài hát    | Điểm |
| ---- | ----------- | ---------- | ---- |
| 2021 | 14 tháng 11 | "MAVERICK" | 5902 |
| 2023 | 5 tháng 3   | "ROAR"     | 6463 |